# 다비드 트루에바

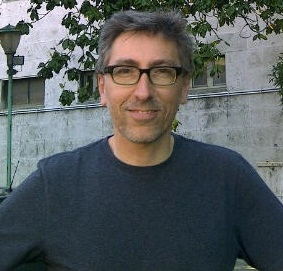

다비드 로드리게스 트루에바(스페인어: David Rodríguez Trueba, 1969년 9월 10일~)는 스페인의 배우, 영화 감독, 작가이다.
마드리드에서 태어났다.

## 영화
- 카시 40(2018년)
- 눈을 감으면 삶은 더 편하지(2013년)
- 유 캔트 터치 더 데드, 키드(2011년)
- 러블리 마드리드(2011년)
- 살라미나의 병사들(2003년)
- 발세로스(2002년)
- 벵고(2000년)
- 꿈 속의 여인(1998년)
- 프레디타(1997년)
- 더 굿 라이프(1996년)
- 투 머치(1996년)
- 나는 너의 침대를 사랑한다(1992년)